# Anna Walerjewna Wosakowa
Anna Walerjewna Wosakowa (russisch Анна Валерьевна Возакова, englische Transkription: Anna Vozakova, * 27. Februar 1989 in Leningrad) ist eine ehemalige russische Beachvolleyballspielerin.

## Karriere
Wosakowa spielte 2009 zwei Grand Slams mit Jekaterina Chomjakowa. Das Duo erreichte außerdem den siebten Platz bei der U23-Europameisterschaft in Jantarny. Mit Irina Tschaika gewann Wosakowa im gleichen Jahr Bronze bei der Junioren-Weltmeisterschaft in Blackpool. 2010 trat sie mit wechselnden Partnerinnen an und verpasste mit Jewgenija Ukolowa bei der U23-EM in Kos als Vierte nur knapp eine Medaille. 2011 spielte Wosakowa zunächst wieder mit Chomjakowa und wurde Neunte bei den Sanya. Seit dem Grand Slam in Peking war ihre Partnerin Anastassija Wassina. Das neue Duo kam bei der Weltmeisterschaft in Berlin als Gruppenzweite in die erste Hauptrunde und unterlag dort den Italienerinnen Cicolari/Menegatti. 2012 nahmen Wassina/Wozakowa am olympischen Turnier in London teil und belegten den neunten Platz.